# Structure pyramidale des ligues de football en Espagne
La structure pyramidale des ligues de football en Espagne désigne le système de classement officiel des ligues et divisions du football espagnol.

## Généralités
Le football espagnol est structuré par un total de 10 échelons hiérarchiques et l'ensemble des clubs doivent être affiliés à la Fédération espagnole. Les équipes des premières et deuxièmes divisions doivent également répondre aux critères de la Ligue de football professionnel.
La première et la deuxième division se jouent au niveau national et sont des divisions professionnelles. La troisième et quatrième division se jouent aussi au niveau national et mélange des clubs professionnels à des clubs semi-pro. La cinquième division se joue également au niveau national et voit se rencontrer des clubs professionnels, semi-pros et amateurs.
La sixième division et les niveaux inférieurs se jouent à l'échelle des communautés autonomes et basculent dans le monde du football amateur. Sur les 19 communautés autonomes espagnoles, 17 sont représentées par une zone unique, le Pays basque est divisé en 3 zones et les Îles Canaries en 2 zones. Ainsi l'on se retrouve avec 22 ligues régionales de football qui disposent chacune de leur propre subdivision hiérarchique. Ceuta, Melilla et La Rioja sont les 3 ligues à posséder uniquement un 5e échelon (appelé généralement Preferente) et l'Andalousie, l'Aragon et la province basque de Biscaye sont les 3 seules à subdiviser jusqu'au dixième échelon.

## Structure des championnats
| Niveau                                                 | Championnat                               | Championnat                               | Championnat                               | Championnat                               | Championnat                               | Championnat                               | Championnat                               | Championnat                               | Championnat                               | Championnat                               |
| Organisateur : LaLiga                                  | Organisateur : LaLiga                     | Organisateur : LaLiga                     | Organisateur : LaLiga                     | Organisateur : LaLiga                     | Organisateur : LaLiga                     | Organisateur : LaLiga                     | Organisateur : LaLiga                     | Organisateur : LaLiga                     | Organisateur : LaLiga                     | Organisateur : LaLiga                     |
| ------------------------------------------------------ | ----------------------------------------- | ----------------------------------------- | ----------------------------------------- | ----------------------------------------- | ----------------------------------------- | ----------------------------------------- | ----------------------------------------- | ----------------------------------------- | ----------------------------------------- | ----------------------------------------- |
| 1                                                      | Primera División 20 clubs                 | Primera División 20 clubs                 | Primera División 20 clubs                 | Primera División 20 clubs                 | Primera División 20 clubs                 | Primera División 20 clubs                 | Primera División 20 clubs                 | Primera División 20 clubs                 | Primera División 20 clubs                 | Primera División 20 clubs                 |
| 2                                                      | Segunda División 22 clubs                 | Segunda División 22 clubs                 | Segunda División 22 clubs                 | Segunda División 22 clubs                 | Segunda División 22 clubs                 | Segunda División 22 clubs                 | Segunda División 22 clubs                 | Segunda División 22 clubs                 | Segunda División 22 clubs                 | Segunda División 22 clubs                 |
| Organisateur : Fédération royale espagnole de football |                                           |                                           |                                           |                                           |                                           |                                           |                                           |                                           |                                           |                                           |
| 3                                                      | Primera Federación Groupe 1, 20 clubs     | Primera Federación Groupe 1, 20 clubs     | Primera Federación Groupe 1, 20 clubs     | Primera Federación Groupe 1, 20 clubs     | Primera Federación Groupe 1, 20 clubs     | Primera Federación Groupe 2, 20 clubs     | Primera Federación Groupe 2, 20 clubs     | Primera Federación Groupe 2, 20 clubs     | Primera Federación Groupe 2, 20 clubs     | Primera Federación Groupe 2, 20 clubs     |
| 4                                                      | Segunda Federación Groupe 1, 18 clubs     | Segunda Federación Groupe 1, 18 clubs     | Segunda Federación Groupe 2, 18 clubs     | Segunda Federación Groupe 2, 18 clubs     | Segunda Federación Groupe 3, 18 clubs     | Segunda Federación Groupe 3, 18 clubs     | Segunda Federación Groupe 4, 18 clubs     | Segunda Federación Groupe 4, 18 clubs     | Segunda Federación Groupe 5, 18 clubs     | Segunda Federación Groupe 5, 18 clubs     |
| 5                                                      | Tercera Federación 18 groupes de 16 clubs | Tercera Federación 18 groupes de 16 clubs | Tercera Federación 18 groupes de 16 clubs | Tercera Federación 18 groupes de 16 clubs | Tercera Federación 18 groupes de 16 clubs | Tercera Federación 18 groupes de 16 clubs | Tercera Federación 18 groupes de 16 clubs | Tercera Federación 18 groupes de 16 clubs | Tercera Federación 18 groupes de 16 clubs | Tercera Federación 18 groupes de 16 clubs |
| Organisateur : Ligues régionales d'Espagne             |                                           |                                           |                                           |                                           |                                           |                                           |                                           |                                           |                                           |                                           |
| 6                                                      | Les 22 ligues sont concernées             | Les 22 ligues sont concernées             | Les 22 ligues sont concernées             | Les 22 ligues sont concernées             | Les 22 ligues sont concernées             | Les 22 ligues sont concernées             | Les 22 ligues sont concernées             | Les 22 ligues sont concernées             | Les 22 ligues sont concernées             | Les 22 ligues sont concernées             |
| 7                                                      | 19 ligues sont concernées                 | 19 ligues sont concernées                 | 19 ligues sont concernées                 | 19 ligues sont concernées                 | 19 ligues sont concernées                 | 19 ligues sont concernées                 | 19 ligues sont concernées                 | 19 ligues sont concernées                 | 19 ligues sont concernées                 | 19 ligues sont concernées                 |
| 8                                                      | 16 ligues sont concernées                 | 16 ligues sont concernées                 | 16 ligues sont concernées                 | 16 ligues sont concernées                 | 16 ligues sont concernées                 | 16 ligues sont concernées                 | 16 ligues sont concernées                 | 16 ligues sont concernées                 | 16 ligues sont concernées                 | 16 ligues sont concernées                 |
| 9                                                      | 7 ligues sont concernées                  | 7 ligues sont concernées                  | 7 ligues sont concernées                  | 7 ligues sont concernées                  | 7 ligues sont concernées                  | 7 ligues sont concernées                  | 7 ligues sont concernées                  | 7 ligues sont concernées                  | 7 ligues sont concernées                  | 7 ligues sont concernées                  |
| 10                                                     | 3 ligues sont concernées                  | 3 ligues sont concernées                  | 3 ligues sont concernées                  | 3 ligues sont concernées                  | 3 ligues sont concernées                  | 3 ligues sont concernées                  | 3 ligues sont concernées                  | 3 ligues sont concernées                  | 3 ligues sont concernées                  | 3 ligues sont concernées                  |

### Évolution de la structure pyramidale des ligues espagnols
| Niveau/Années | 1929                      | 1929-34          | 1934-36          | 1936-39       | 1939-40            | 1940-41            | 1941-43            | 1943-77            | 1977-2021          | 2021-              |
| ------------- | ------------------------- | ---------------- | ---------------- | ------------- | ------------------ | ------------------ | ------------------ | ------------------ | ------------------ | ------------------ |
| 1             | Primera División          | Primera División | Primera División | Guerre civile | Primera División** | Primera División** | Primera División** | Primera División** | Primera División** | Primera División** |
| 2             | Segunda División Groupe A | Segunda División | Segunda División | Guerre civile | Segunda División** | Segunda División** | Segunda División** | Segunda División** | Segunda División** | Segunda División** |
| 3             | Segunda División Groupe B | Tercera División | Aucune*          | Guerre civile | Aucune*            | Tercera División   | Inférieure         | Tercera División   | Segunda División B | Primera Federación |
| 4             | Aucune*                   | Aucune*          | Aucune*          | Guerre civile | Aucune*            | Inférieure         | Inférieure         | Inférieure         | Tercera División   | Segunda Federación |
| 5             | Aucune*                   | Aucune*          | Aucune*          | Guerre civile | Aucune*            | Inférieure         | Inférieure         | Inférieure         | Inférieure         | Tercera Federación |
| 6             | Aucune*                   | Aucune*          | Aucune*          | Guerre civile | Aucune*            | Inférieure         | Inférieure         | Inférieure         | Inférieure         | Inférieure         |
| 7             | Aucune*                   | Aucune*          | Aucune*          | Guerre civile | Aucune*            | Inférieure         | Inférieure         | Inférieure         | Inférieure         | Inférieure         |
| 8             | Aucune*                   | Aucune*          | Aucune*          | Guerre civile | Aucune*            | Inférieure         | Inférieure         | Inférieure         | Inférieure         | Inférieure         |
| 9             | Aucune*                   | Aucune*          | Aucune*          | Guerre civile | Aucune*            | Inférieure         | Inférieure         | Inférieure         | Inférieure         | Inférieure         |
| 10            | Aucune*                   | Aucune*          | Aucune*          | Guerre civile | Aucune*            | Inférieure         | Inférieure         | Inférieure         | Inférieure         | Inférieure         |

* De 1929 à 1940, la pyramide espagnole était similaire au système brésilien, deux pyramides simultanées et indépendantes, la pyramide nationale et la pyramide régionale.
**La Primera et la Segunda División ont été fondées par la Fédération royale espagnole de football, mais depuis 1984, elles sont gérées par la LFP. De 2008 à 2016, la Primera División est connue sous le nom de Liga BBVA et depuis 2016 sous le nom LaLiga Santander et la Segunda División est connue sous le nom de Liga BBVA, entre 2006 et 2008, puis sous le nom de Liga Adelante, entre 2008 et 2016, puis sous le nom de LaLiga 1|2|3, entre 2016 et 2019, et enfin sous le nom de LaLiga SmartBank, depuis 2019, pour des raisons de sponsoring.

## Sources
- (en) Cet article est partiellement ou en totalité issu de l’article de Wikipédia en anglais intitulé « Spanish football league system » (voir la liste des auteurs).

- (es) Cet article est partiellement ou en totalité issu de l’article de Wikipédia en espagnol intitulé « Ligas de fútbol de España » (voir la liste des auteurs).

- (fr) Cet article est partiellement ou en totalité issu de l’article de Wikipédia en français intitulé « Ligues régionales d'Espagne » (voir la liste des auteurs).